# Ojnareskogen

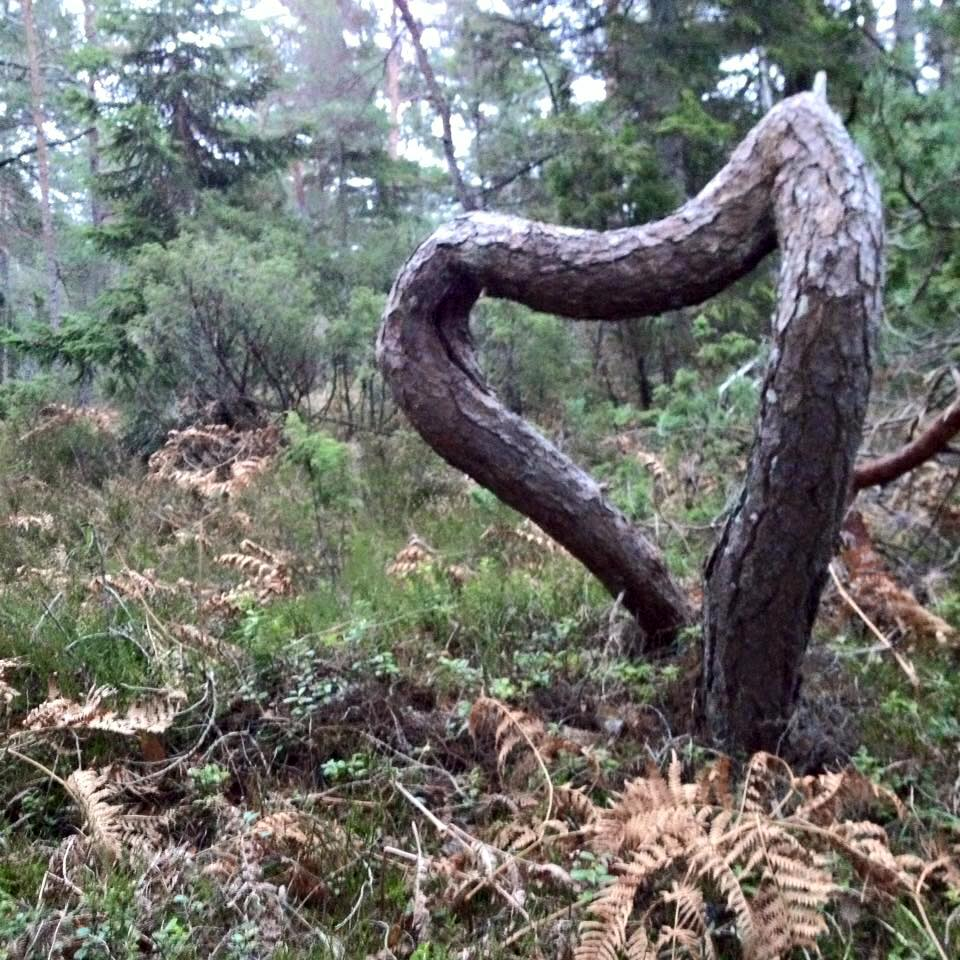
Martall i Ojnareskogen.

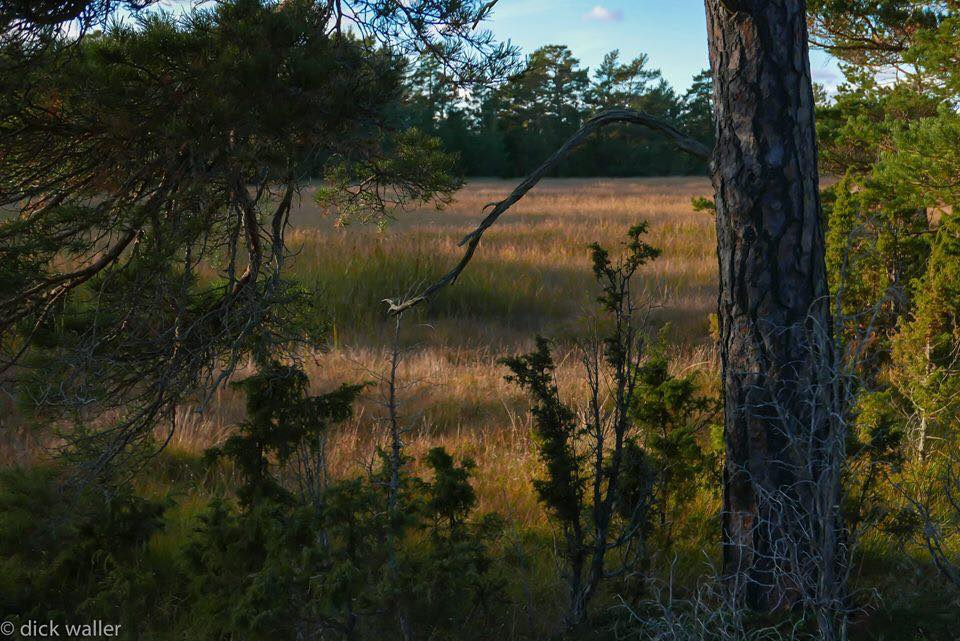
Ojnareskogen.

Ojnareskogen är ett skogsområde i Bunge socken på Gotland, som är ett vattenskyddsområde, har nyckelbiotoper och ligger mellan två Natura 2000-områden. Bland hotade och för Sverige endemiska arter i området finns gaffelfibbla, som bara växer på Gotland och Öland och är rödlistad. Andra rödlistade arter är gotlandssnok, kungsörn, havsörn, nattskärra, ängshök och falsk guldskivlav. Ojnareskogen fick stor uppmärksamhet under 2012 på grund av påbörjad exploatering för att anlägga ett kalkbrott. Frågan löstes med att regeringen beslutade att Ojnare blir naturskyddsområde. Det har också föreslagits att bli nationalpark.

## Exploateringsförberedelser
Nordkalk påbörjade i augusti 2012 avverkning i Ojnareskogen för ett nytt stenbrott för kalkutvinning, vilket planerades att täcka ett område på 170 hektar och bli 25 meter djupt. Avverkningen väckte uppmärksamhet inom miljörörelsen, då området ur miljöhänseende ansågs vara känsligt. Platsen för det planerade kalkbrottet är belägen mellan två så kallade Natura 2000-områden (Bräntings haid och Bästeträsk), där många utrotningshotade växt- och djurarter finns. Den planerade kalktäkten är också placerad rakt över tillrinningsområdet till Bästeträsk, Gotlands största sjö och färskvattentäkt för norra Gotland. Hela området hade av Naturvårdsverket föreslagits bli en framtida nationalpark, förutsatt att kalkbrytningen inte genomfördes.
Entreprenören beslöt i september 2012 att avbryta arbetet tills Högsta domstolen hade avhandlat fallet. Domstolen meddelade i oktober 2012 att den hade beviljat partiell prövning av målet.

## Rättslig prövning
Nordkalk hade sedan 2005 arbetat för att få tillstånd att bryta kalk i området. I december 2008 avvisade Miljödomstolen Nordkalks ansökan om brytning.
Miljööverdomstolen godkände brytning 2009, med ändring av Mark- och miljödomstolens tidigare negativa tillståndsbeslut. Naturskyddsföreningen, Sveriges Botaniska Förening och Föreningen Bevara Ojnareskogen överklagade till Högsta domstolen, då de ansåg att beslutet bröt mot EU-rättens krav i art- och habitatdirektivet. Även Naturvårdsverket överklagade Mark- och miljööverdomstolens beslut.
I december 2010 kritiserade Justitieombudsmannen Sveriges geologiska undersökning för myndighetens dubbla roller i ärendet eftersom tjänstemän på myndigheten också har varit konsulter åt Nordkalk, och i december 2010 skrev Naturskyddsföreningen Gotland med flera till EU.
I november 2011 beslutade Miljödomstolen att inte upprätta föreskrifter vilket innebär att Nordkalk inte fick något tillstånd. I juli 2012 beslutade Mark- och miljööverdomstolen om föreskrifter för kalkbrytningen och gav därmed Nordkalk brytningstillstånd. Under sommaren 2012 överklagade myndigheter och föreningar till Högsta domstolen.
I juli 2012 slog Fältbiologerna, fristående aktivister och engagerade privatpersoner läger i skogen på Naturvårdsverkets mark.
Sommaren 2012 avvisade Högsta domstolen krav på inhibition, och i augusti påbörjades avverkningarna. I augusti 2012 hindrade lokalbefolkning och miljökämpar Mellanskogs maskiner och Gotlands dittills största polisinsats inleddes den 28 augusti.
Detta ledde till att Mellanskog i september 2012 avbröt avverkningarna, samtidigt som Länsstyrelsen på Gotland gav Nordkalk ett föreläggande. I oktober 2012 beslöt Högsta domstolen om inhibition och påbörjade partiell prövning.

## Regeringsbeslut om skydd av Ojnareskogen
Protester fortsatte under 2013, 2014 och 2015, och i juli 2015 konstaterade Fältbiologernas ordförande att "Ojnareskogen ska skyddas - och allt som krävs nu är ett regeringsbeslut".
Regeringen meddelade den 31 augusti 2015 att Ojnare skulle bli ett naturskyddsområde,  något Miljöpartiet som ett av två regeringspartier drivit på för under tio års tid.
Samtidigt beslöt regeringen att utse en statlig kontaktperson som, tillsammans med regionen, näringslivet och facket, skulle ta fram ett näringslivspaket för Gotland om 100 miljoner kronor i samband med de uteblivna planerna på kalkbrytning. Nordkalk begärde 2016 en rättsprövning av regeringens beslut att inkludera själva täktområdet i Natura 2000-nätverket. I oktober 2016 beslöt Högsta förvaltningsdomstolen att regeringens beslut om att utse Bästeträsk-området och Ojnareskogen till Natura 2000-område inte skulle komma att gälla förrän domstolen beslutat om fallet. År 2017 beslöt Högsta förvaltningsdomstolen att regeringens beslut att utvidga Natura 2000-området Bästeträsk och därmed skydda Ojnareskogen var riktigt. Därmed fastställde Högsta förvaltningsdomstolen regeringens utpekande av området som Natura 2000.

## Bildgalleri

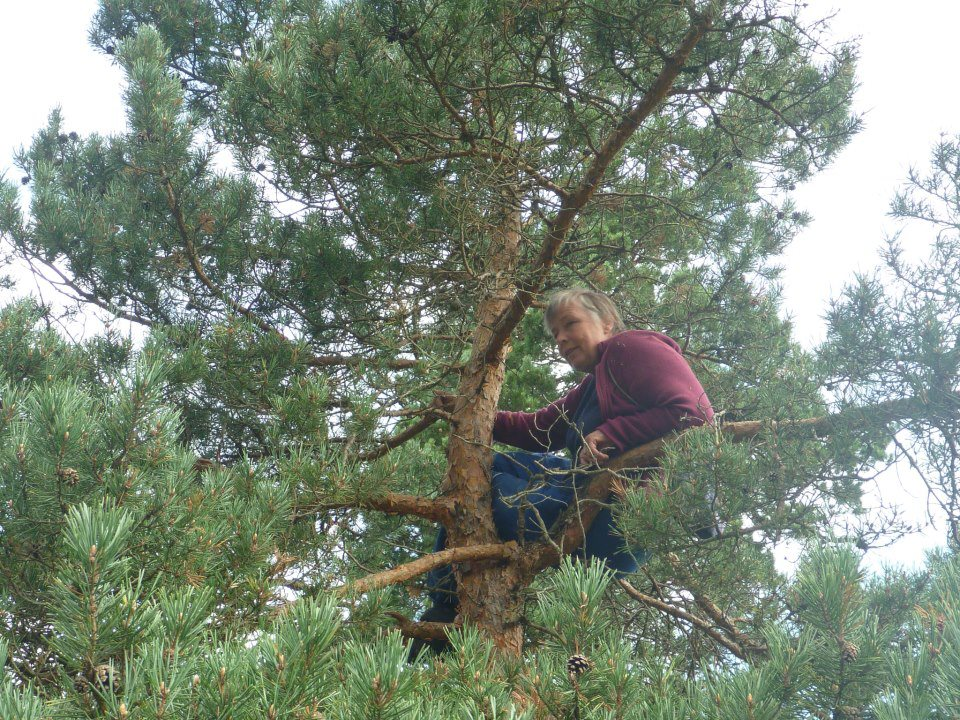
Kvinna protesterar mot avverkningarna i Ojnareskogen
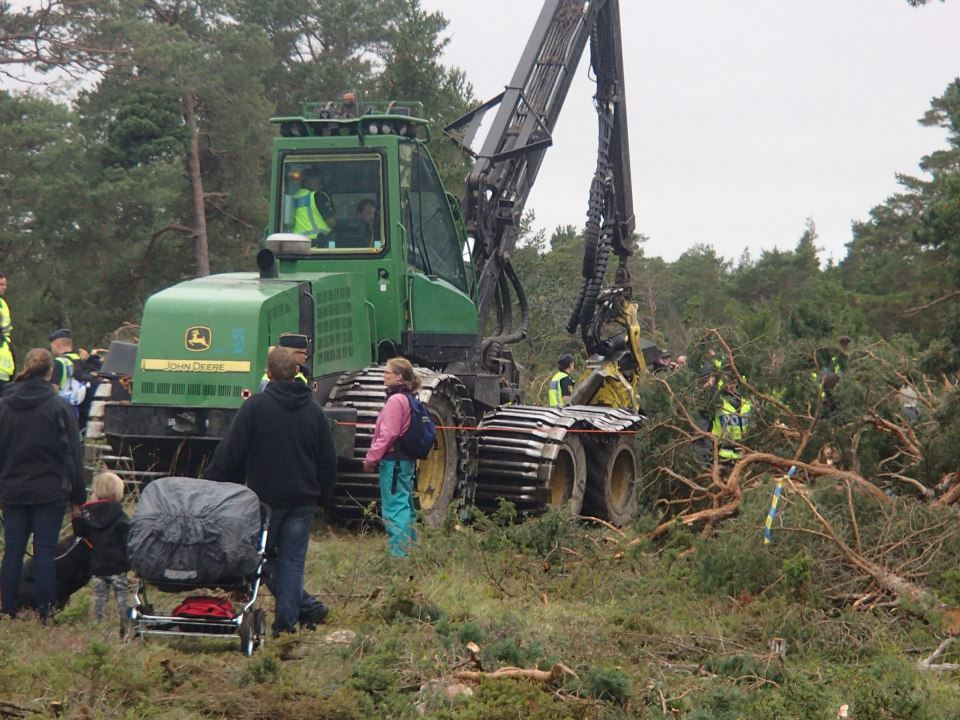
Lokalbefolkningen protesterar mot företaget Nordkalks avverkningar i Ojnareskogen
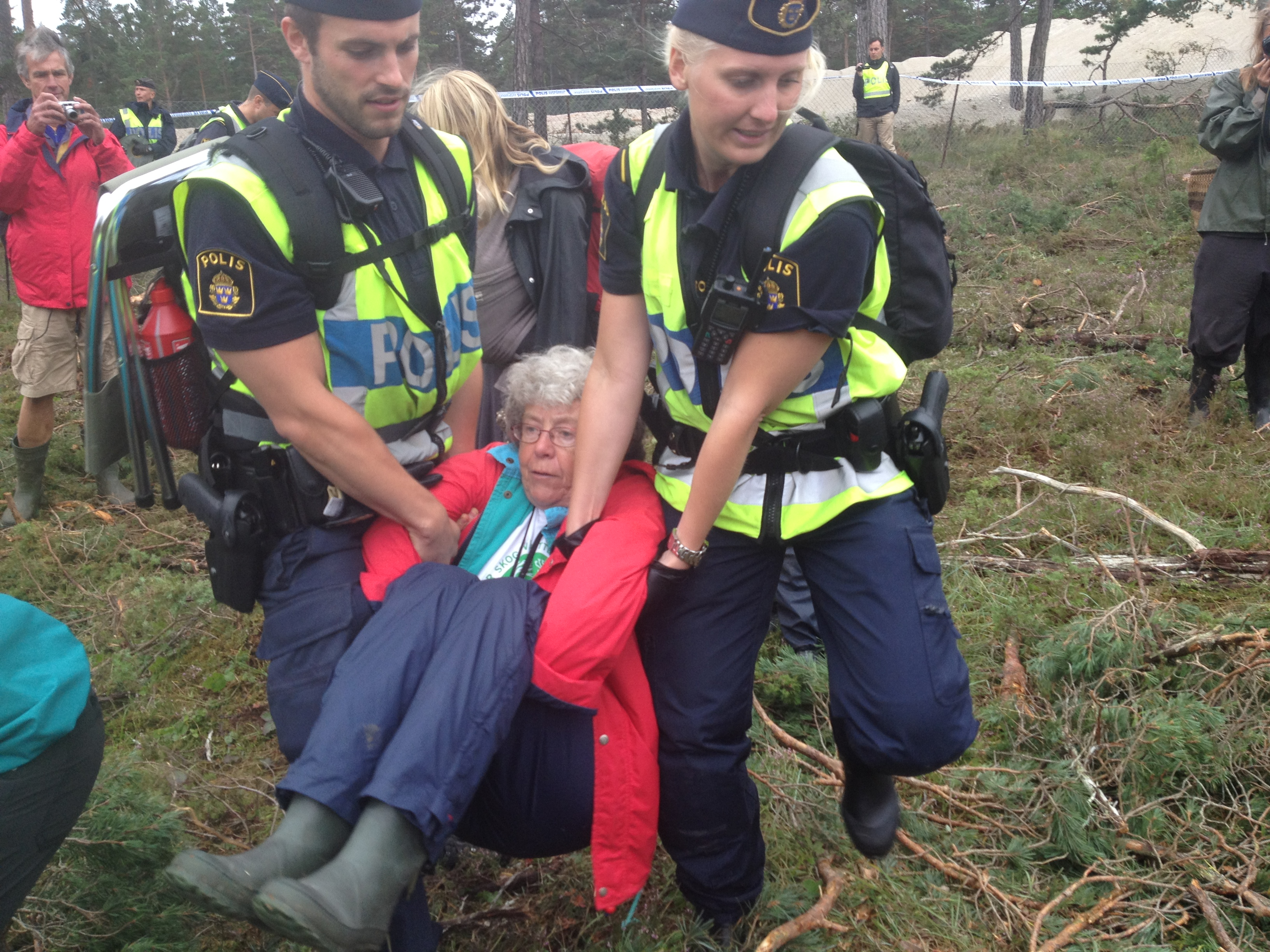
Polisinsats i Ojnareskogen
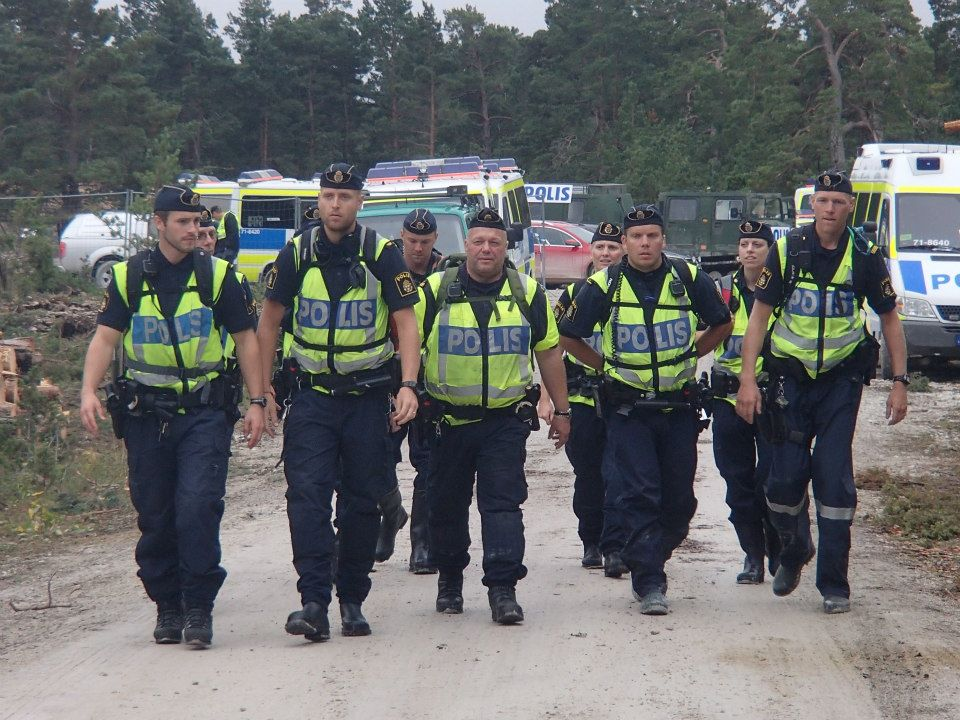
Poliser i Ojnareskogen i augusti 2012
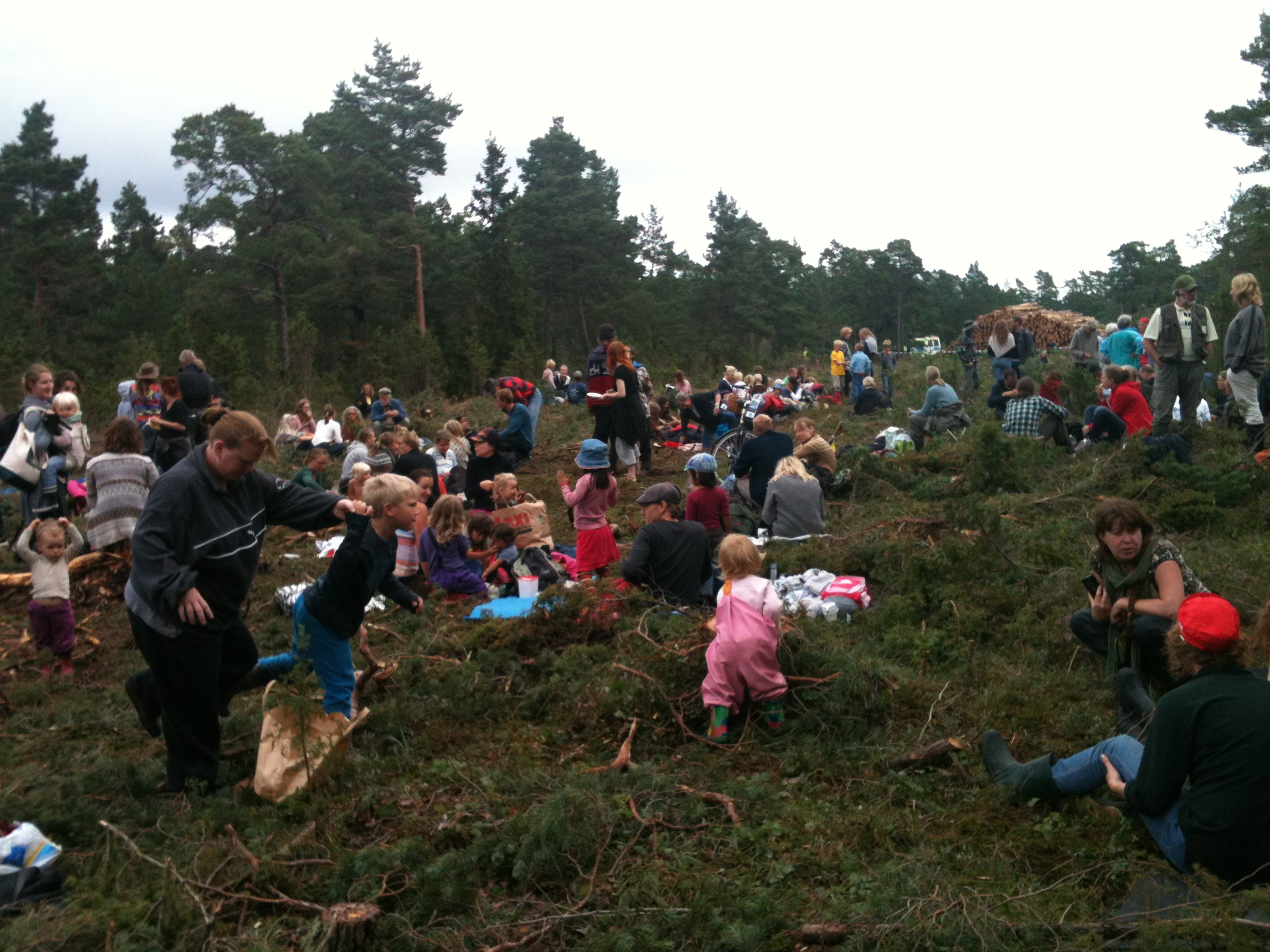
Protester mot avverkningar i Ojnareskogen
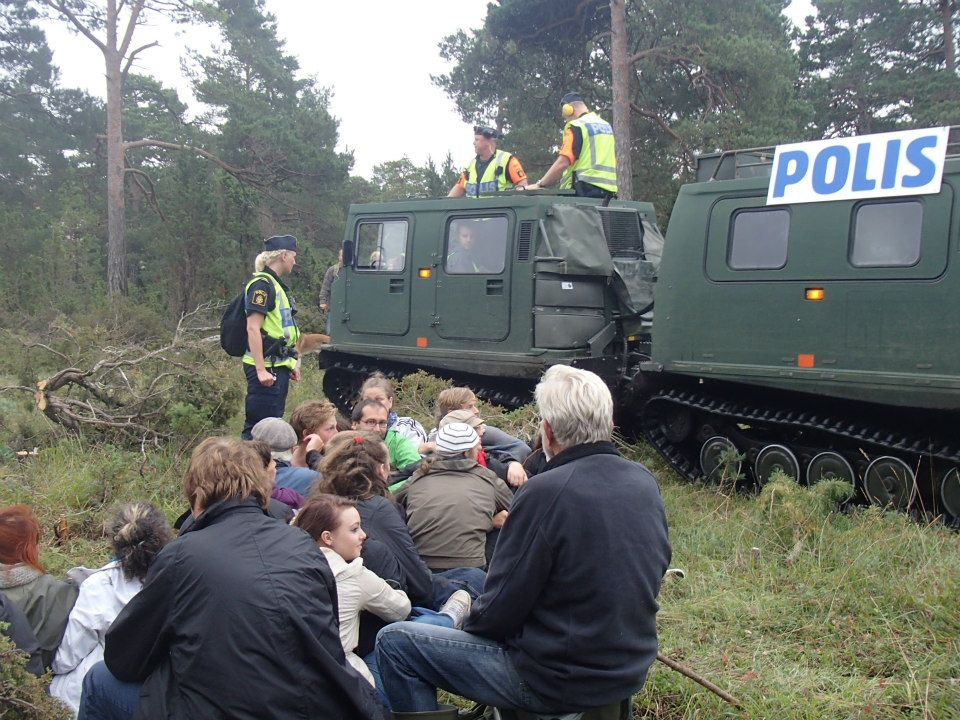
Polisinsats under protesterna i Ojnareskogen